# Marzio Casa
Marzio Casa (* 10. Februar 1955 in Rom) ist ein italienischer Drehbuchautor und Filmregisseur.

## Leben
Casa studierte am DAMS in Bologna und arbeitete seit 1980 als Regieassistent, zu Beginn häufig bei Giorgio Capitani. 1987 wurde erstmals ein Drehbuch Casas verfilmt; 1989 besetzte er selbst den Regiestuhl für den von Kritikern geschätzten Ma non per sempre. Er kehrte dann zu Funktionen in der zweiten Reihe zurück, seit 2000 vor allem als Second-Unit-Regisseur. Für die RAI und Fininvest inszenierte er einige Kurzfilme.

## Filmografie
- 1989: Ma non per sempre